# Империя (филм)
„Империя“ (на английски: Empire) е американски гангстерски филм от 2002 г., със сценарист и режисьор Франк Рейес. Във филма участват Джон Легуизамо, Питър Сарсгард, Дениз Ричардс, Делайла Кото, Соня Брага и Изабела Роселини. Филмът започна производството през септември 2000 г., а Universal Pictures и Arenas Entertainment купиха филма за 650 млн. щатски долара, и е пуснат на 6 декември 2002 г. във 867 киносалона.

## Актьорски състав
| Актьор           | Роля           |
| ---------------- | -------------- |
| Джон Легуизамо   | Виктор Роза    |
| Питър Сарсгард   | Джак Уимър     |
| Дениз Ричардс    | Триш           |
| Винсент Лареска  | Джими          |
| Изабела Роселини | Джоана Менедез |
| Сония Брага      | Ирис           |
| Делайла Кото     | Кармен         |
| Нестор Серано    | Рафаел Менедез |
| Трийч            | Чеда           |
| Рафаел Баез      | Джей           |
| Фат Джо          | Тито           |
| Карлос Леон      | Хектор         |